# Гороскоп

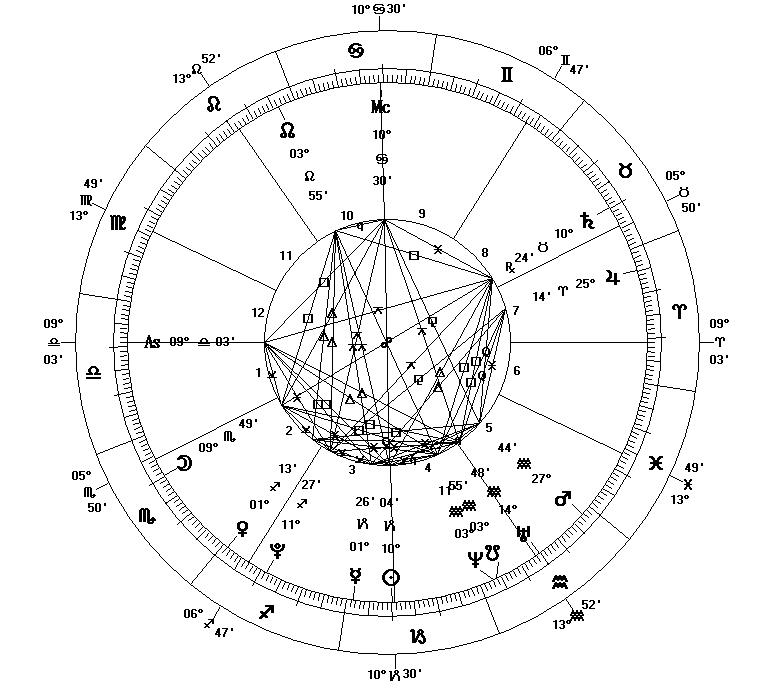
Гороскоп, построенный на 1 января 2000, 00:01:00 Североамериканского времени, Нью-Йорк, США (долгота: 074W00’23" — Широта: 40N42’51")

Гороскоп (от др.-греч. ὥρα [эра], переводится час (рождения), а не промежуток времени, период и др.-греч. σκοπός, |колодец|, «около», ”школа“, "сколько", наблюдатель) — в астрологии — гадание по упорядоченному отображению взаимного расположения планет на звёздном небе в определенный промежуток времени по знакам зодиака для определения судьбы человека.
В старинных источниках гороскопом также именовался Асцендент или знак, в котором Асцендент находился (т. н. восходящий знак).  Также гороскопами в народе называют непосредственно опубликованные астрологами прогнозы для различных солнечных знаков, которые ввёл в обращение Алан Лео.
С точки зрения науки, гороскоп — псевдонаучное предсказание. Так, исследования Мишеля Гоклена опровергли многие базовые положения астрологии, в частности, работоспособность гороскопов. Хотя ближе к концу жизни он несколько пересмотрел свои выводы и предложил реформировать астрологию, полагая, что следует отказаться от большинства распространённых традиций, взяв за основу только те явления, которые могут быть подтверждены объективными, статистическими методами. Гоклен назвал это «Неоастрологией» и посвятил ей одноимённую книгу (Neo-Astrology, 1991).

## История

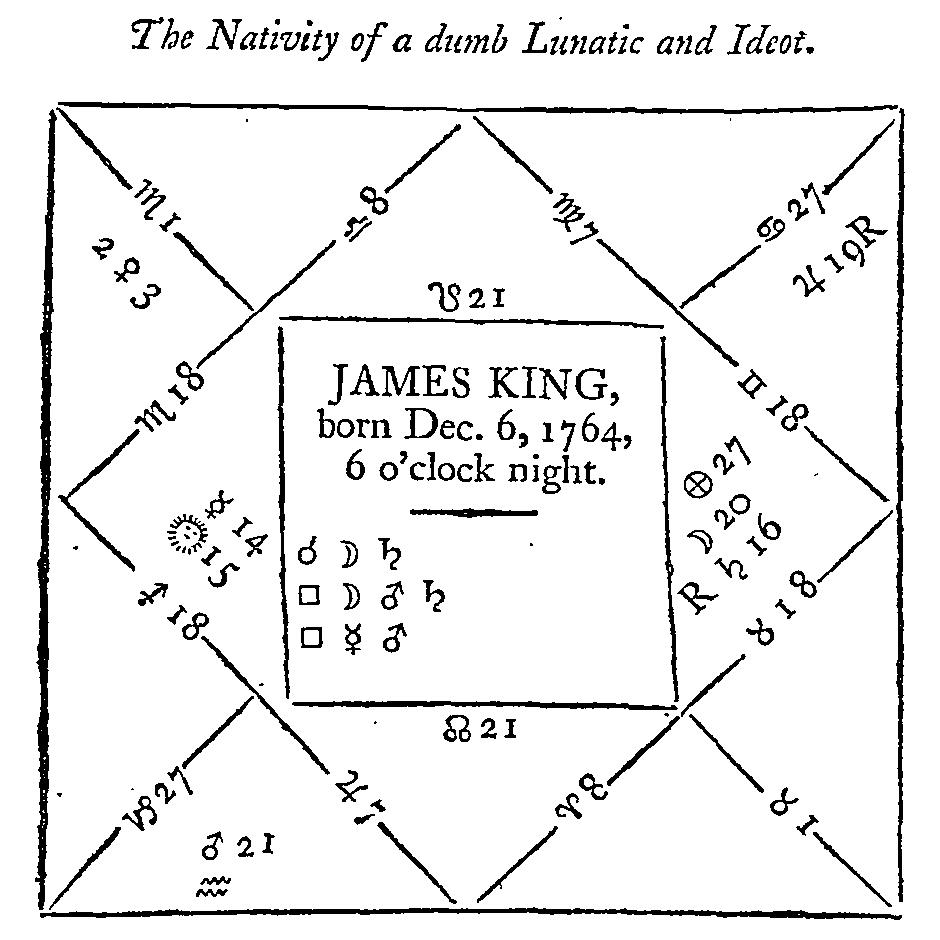
Гороскоп в виде квадратной диаграммы

### Возникновение
Практика составления гороскопов с целью предсказания будущего возникла около V в. до н. э. в Месопотамии, положив начало традиции гороскопической астрологии, а окончательно доктрина гороскопической астрологии сформировалась во II—I вв. до н. э. в эллинистическом Египте с появлением концепции домов гороскопа. Гороскопическая астрология вытеснила более раннюю форму астрологии — астрологию предзнаменований, в которой после наблюдения некого явления в небе, жрецы справлялись с записями о происходившем прежде при таких же явлениях и на основе этих сведений делали прогноз для данного случая. Классический пример такой методики — клинописный текст «Энума Ану Энлиль», датируемый II тыс. до н. э.
Самый древний из дошедших до наших дней гороскопов — клинописный гороскоп из храмовых вавилонских архивов, содержащий астрологические данные 29 апреля 410 г. до н. э. Самый древний из греческих гороскопов — гороскоп коронации Антиоха Теоса I Коммагенского (7 июля 62 г. до н. э.), являющийся частью монумента на вершине горы Нимруд-Даг.
В разные эпохи гороскопы изображались различными способами. В ранних месопотамских и греческих источниках отсутствуют графические представления неба на момент составления гороскопа; единственное исключение — грубая круговая диаграмма в папирусе первой половины I в. н. э. Первые изображения гороскопов встречаются в византийских источниках, где гороскопы представлены в виде квадратных диаграмм.

## Построение гороскопа
В целом методика построения гороскопа заключается в следующем.
1. Для интересующего момента времени вычисляются положения планет, Солнца, Луны и других небесных тел. В качестве координат используются эклиптические долготы небесных тел, выраженные в угловых градусах. Эклиптика в гороскопе делится на знаки зодиака. По эклиптическим долготам определяется, в какой знак зодиака попало небесное тело.
2. Рассчитываются угловые расстояния между небесными телами. Если угловое расстояние составляет величину одного из принятых в астрологии аспектов, то говорят, что рассматриваемые небесные тела состоят в данном аспекте. В гороскопе планеты, состоящие в аспекте, соединяют прямолинейным отрезком. Схема, в которой изображено положение небесных тел относительно эклиптики и указаны аспекты, именуется космограммой; космограммы, построенные на одно и то же время, одинаковы и не зависят от места наблюдения небесной сферы[8].
3. Для характеристики состояния небесной сферы относительно места события по географическим координатам рассчитываются точки пересечения эклиптики с горизонтом: ASC (асцендент), и DSC (десцендент), точки пересечения с небесным меридианом: MC (середина небес), IC (основание небес), а эклиптика дополнительно к знакам зодиака делится ещё на 12 секторов, именуемых домами гороскопа. Границы (или куспиды) домов, ASC, DSC, MC и IC вносятся в космограмму. На этом построение гороскопа завершается.

Таким образом, положение небесного тела в гороскопе характеризуется положением в знаке зодиака, доме гороскопа и аспектами с другими небесными телами. Помимо небесных тел в гороскопе могут быть использованы и фиктивные объекты, например, Чёрная (Лилит) и Белая Луна (Селена), Лунные узлы, арабские точки (жребии), транснептуновые (уранические) планеты и т. п.

## Виды гороскопов
- Натальный гороскоп (от лат. natalis — относящийся к рождению) — гороскоп рождения человека. Строится на момент рождения человека и места рождения, представляет собой "карту" положения планет, как правило подразумевается под термином "натальная карта". В астрологии предполагается, что этот гороскоп характеризует судьбу человека: заложенные в нём возможности, склонности и обстоятельства жизни.
- Локальный гороскоп. Строится на момент рождения человека, но и на место текущего пребывания человека. Применяется в астрологии для предсказания изменения судьбы при смене с одного места жительства на другое.
- Хорарный гороскоп. Строится на момент задания вопроса. Хорарный гороскоп может быть радикальным и не радикальным (в смысле возможности ответа на вопрос). Этот вид гороскопов ближе всего стоит к гадательным практикам.
- Мунданный гороскоп. Строится на момент крупных политических событий, стран, государств, народов, объединений и т. п.
- Тематический гороскоп. Получается путём перенесения асцендента гороскопа в градус какого-либо объекта гороскопа. В астрологии считается, что он более подробно раскрывает обстоятельства жизни, связанные со сферой влияния данного объекта гороскопа. Например, гороскоп Венеры, полученный перенесением асцендента в градус Венеры, раскрывает более подробно обстоятельства любви и брака.
- Кармический гороскоп. Тематический гороскоп для восходящего лунного узла. Раскрывает влияние прошлых жизней на текущее воплощение человека.
- Гороскоп совместимости или синастрический гороскоп (от греч. συν — приставки, обозначающей совместность действия, соучастие и греч. αστρον — звезда) — гороскоп, получаемый совмещением двух натальных гороскопов субъектов. Используется в астрологии для характеристики взаимоотношения между этими субъектами.

Гороскопы, под которыми некорректно понимаются различные календари
- Гороскоп друидов. Гороскоп, основанный на значении зимнего и летнего противостояний Солнца, весеннего и летнего равноденствия. Вообще положение Солнца относительно Земли служит основой гороскопа друидов. В соответствии с ним судьба человека, его будущее, характер и способности зависят от удаления Солнца от Земли в день его рождения. Поэтому каждый знак и имеет два периода действия.
- Китайский гороскоп. При составлении восточного календаря (китайского гороскопа) учитываются астрономические ритмы Юпитера, Луны и Сатурна.
- Зороастрийский гороскоп (называемый иногда солнечным). Традицию рассмотрения такого гороскопа ввела в наши дни Авестийская Школа Астрологии (АША), возглавляемая П. П. Глобой. При составлении этого календаря также учитываются приблизительные циклы Сатурна и Солнца. Полный цикл календаря составляет 32 года.
- Тибетский гороскоп основан на системе пяти элементов, аналогичную Китайской, и систему пяти первоэлементов, являющихся основой всех явлений проявленного мира (время, мысли, эмоции, энергии, события, физические объекты и т.д.) и их влияния на жизнь человека, а также учении о Мева, Парка, Логмен, 12-ти знаках животных, 28 созвездиях, планетах, узлах Луны, циклах жизненной энергии Ла, благоприятных и неблагоприятных направлениях для разных сфер жизни деятельности.

Существует и ряд других гороскопов.

## Критика
Огромная популярность астрологии и гороскопов в частности, вызывает большое количество споров[каких?], и критикуются с различных сторон.
Научное сообщество отвергает астрологию, опираясь на то что астрология не имеет поддающегося проверке механизма, и астрологи не следуют никаким научным методам. Психологи объясняют веру в работу астрологии не более чем особенностью человеческого мышления, запрограммированного на поиск закономерностей, даже если их не существует.
Христиане критикуют гороскопы за несоответствие «Библии», Евангелист Билли Грэм говорил что: «Бог действительно создал звезды (как и все остальное во вселенной), но он предназначил их, чтобы они были свидетелями его силы и славы, а не как средство, чтобы направлять нас или предсказывать будущее».

### Психологическая критика
Также были проведены исследования относительно работы гороскопа как предсказания личностных качеств человека. В ходе двойного слепого исследования астролог должен был сопоставить знак зодиака человека с  его результатом CPI (Калифорнийская психологическая инвентаризация). Было обнаружено, что астрологии не смогли правильно сопоставить знак зодиака с результатом CPI.
Также знак зодиака можно использовать для создания гороскопов, которые предсказывают события, которые произойдут в жизни человека. Однако, как использование знаков зодиака для определения черт личности, использование для гороскопов его ненадежно. Предсказания одного астролога по гороскопу обычного совершенно не сходится с предсказанием другого астролога.
Однако многие люди до сих пор верят, что их гороскоп идеально соответствует событиям в их жизни. Этому есть несколько объяснений, Гороскопы имеют расплывчатые формулировки и основаны на типичной повседневности. Благодаря этому людям легче относиться к этим утверждениям и укреплять свою веру в гороскопы. Кроме того, ожидания людей обычно приводят к тому, что они искажают информацию, так что их ожидания подтверждаются. В исследовании гороскопы участников сопоставлялись с их событиями их предыдущего дня. Когда гороскопы были представлены со знаком зодиака участника, другие участники с большей вероятностью сообщали, что гороскоп соответствовал событиям предыдущего дня, по сравнению с тем, когда знак зодиака отсутствовал.